# True Blue (singel)
True Blue – trzeci singel Madonny pochodzący z jej albumu o tym samym tytule. Tytuł wziął się od ulubionego powiedzonka Seana Penna – pierwszego męża Madonny.